# Парусно-паровое судно
Парусно-паровое судно - судно (корабль), имеющее кроме парового двигателя и гребного колеса (или винта) в качестве движителя полное или частичное парусное вооружение в качестве основного реже, дополнительного движителя (гибридное судно)
На протяжении довольно долгого времени почти все гражданские и военные паровые суда сохраняли полное или частичное парусное вооружение из-за низкой надежности паровых двигателей

## Виды
- Парусно-колесное судно - в качестве приводимого движителя используются гребные колеса.

Примеры: "Саванна", "SS Sirius" "SS Great Western", "RMS Britannia".
"RMS Amazon".

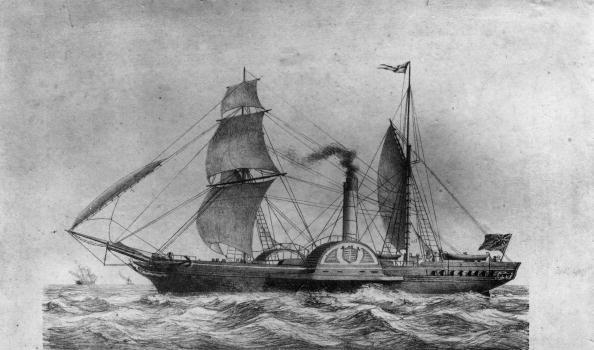
SS Sirius (1837)

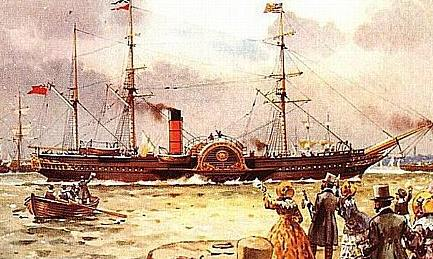
RMS Britannia

- Парусно-винтовое судно - в качестве приводимого машиной движителя используется гребной винт.   Примеры: "Архимед", "Грейт Бритн", "RMS Oceanic" (1870).

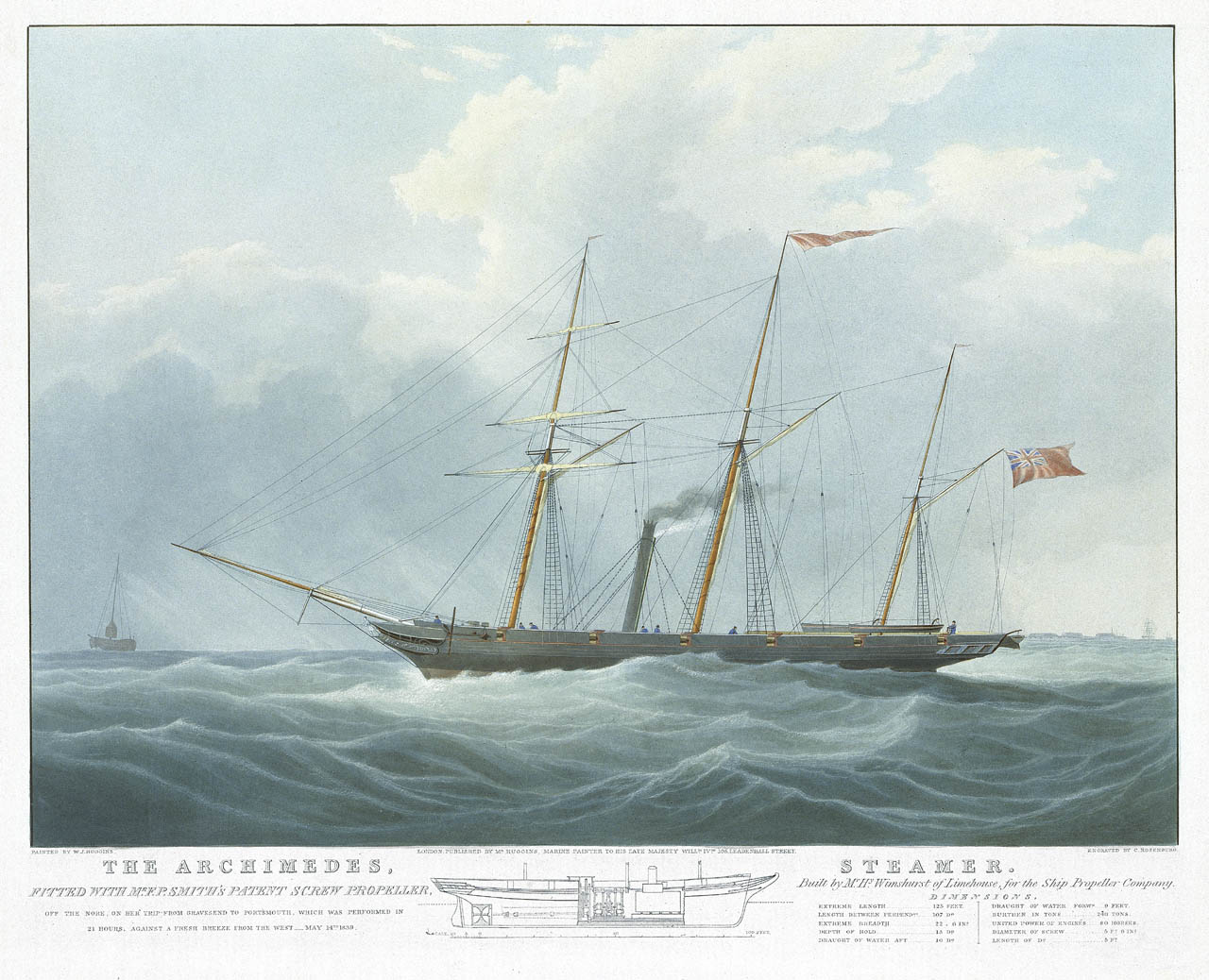
SS Archimedes

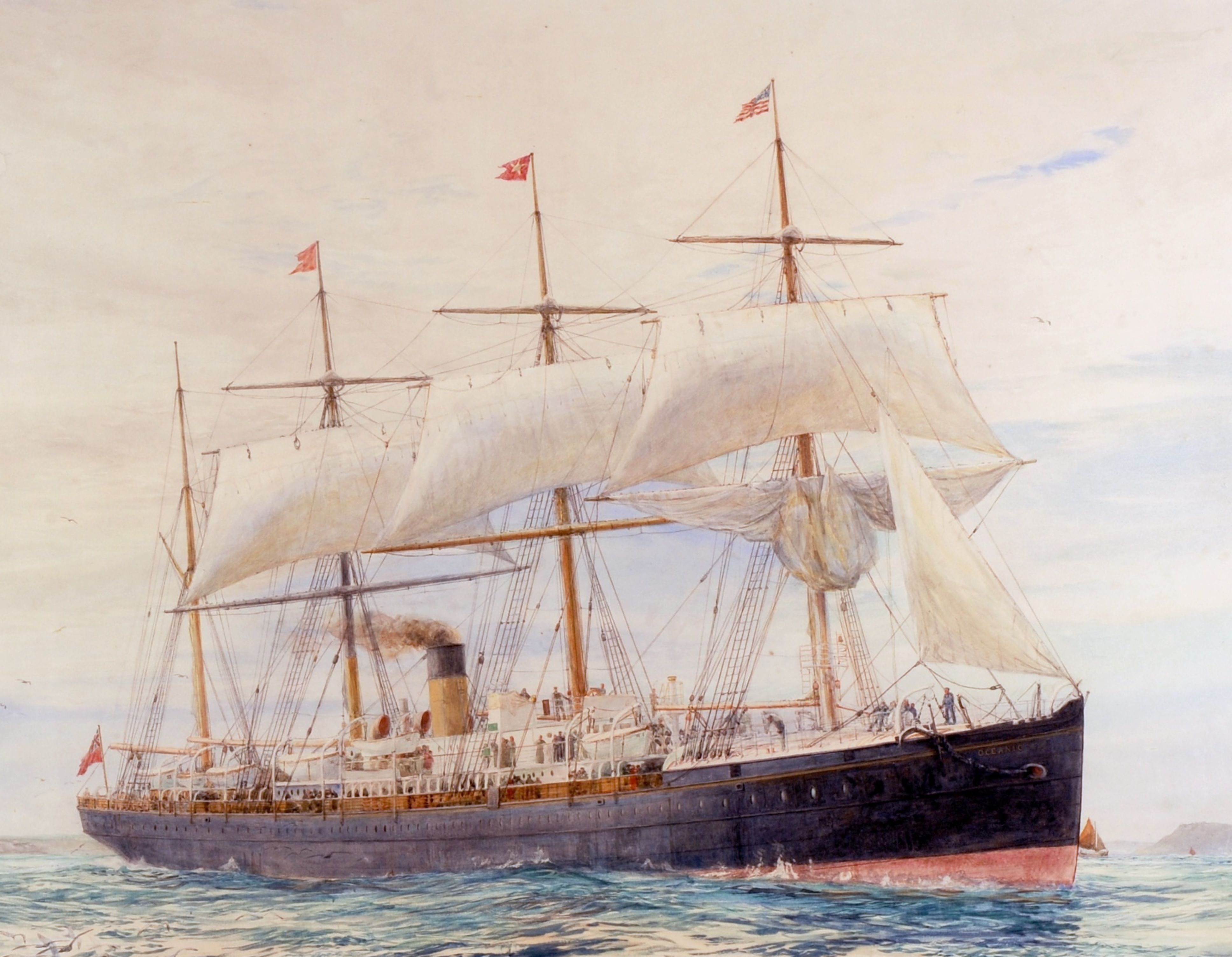
RMS Oceanic, гравюра 1895 года